# Finder

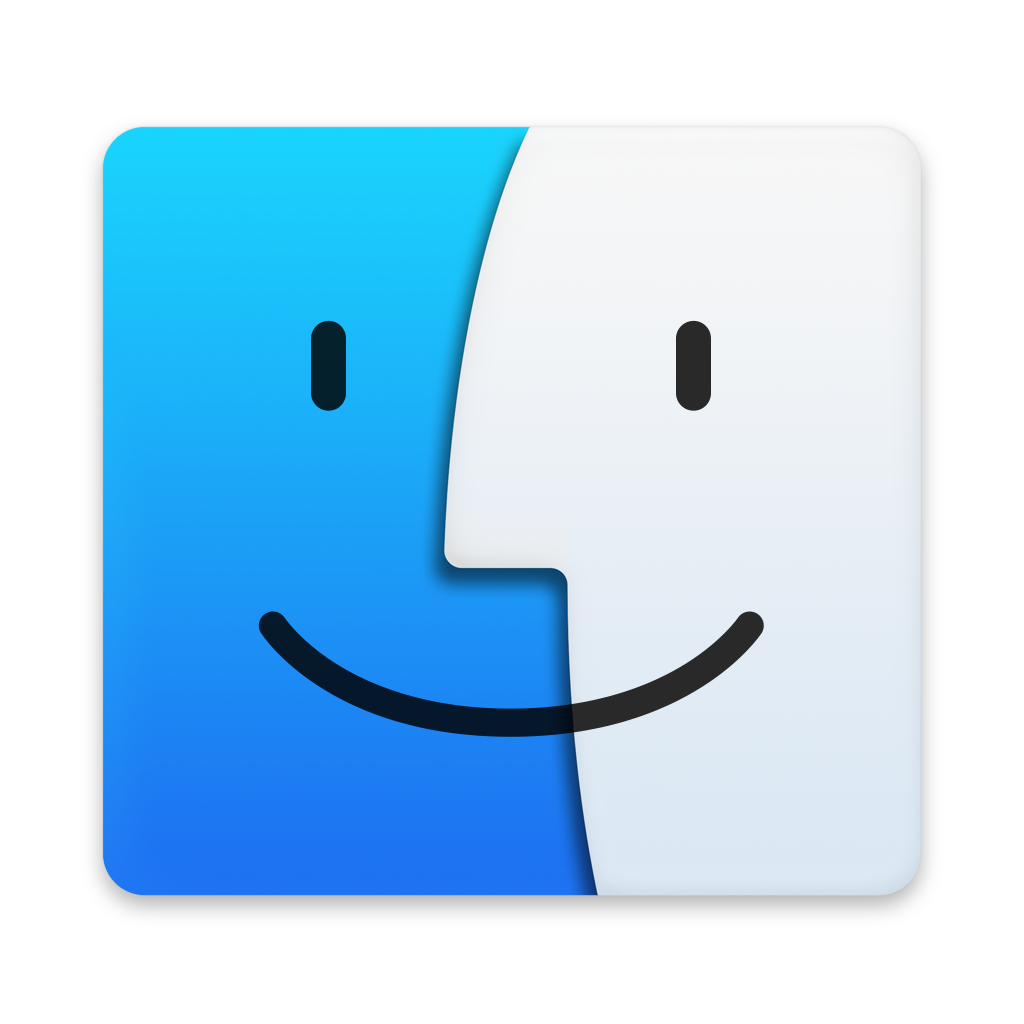
Ícone do Finder

Finder é o programa por padrão de gerenciamento de arquivos dos sistemas operacionais Mac OS e Mac OS X editados pela Apple. A partir de uma metáfora de escrivaninha, o Finder permite navegar, organizar e procurar visualmente o conteúdo do disco rígido de um Macintosh, e também o conteúdo de disco óptico ou volume distante (em rede). Como tal, o Finder age como um shell em outros sistemas operacionais, mas usando uma GUI. O Finder foi introduzido com o primeiro computador Macintosh, e também existia como parte do GS/OS no Apple IIGS. Com a passagem do Mac OS Classic ao Mac OS X, ele foi completamente reescrito.

## Funcionalidades
O Finder é o primeiro programa com o qual o usuário interage (depois do login), pois é ele quem gere o desktop e mostra os diferentes discos disponíveis. Trata-se de um programa como outro qualquer, e por isso pode ser fechado (terminado) (tem-se assim um desktop virgem) com a ajuda de uma pequena manipulação dos arquivos de configuração.
Contrariamente aos gerenciadores de arquivos encontrados em sistemas GNU/Linux ou Windows, o Finder não mostra nenhuma barra de endereços. No entanto, a gestão do drag-and-drop é presente na quase totalidade dos programas, o que torna inútil copiar os caminhos de acesso dos arquivos do explorador; encontra-se aqui completamente a filosofia da Apple e seu desejo de tornar as coisas mais simples e, ao mesmo tempo, garantir um produto funcional.
O Finder implementa ainda o motor de buscas Spotlight, graças a uma barra de busca integrada na janela, permitindo uma busca rápida de todos os tipos de documento em todos os discos a uma velocidade surpreendente.
Na versão OS X 10.9, o Finder ganha novas funções, como abas e uma maneira de organizar arquivos por etiquetas (tags, em inglês).
Existem programas que apresentam funcionalidades não encontradas no Finder, tornando-se alternativas viáveis para a navegação dos arquivos do computador, como o Path Finder e o Xfile.